# Шеліґі (Вармінсько-Мазурське воєводство)
Шеліґі (пол. Szeligi, нім. Seliggen) — село в Польщі, у гміні Елк Елцького повіту Вармінсько-Мазурського воєводства.
У 1975-1998 роках село належало до Сувальського воєводства.